# William Rittberger
Friedrich William Rittberger (* 1862 in Ernstthal; † 23. Januar 1914 in Limbach) war ein deutscher Kaufmann und konservativer Politiker.

## Leben und Wirken
Der Sohn des Musterzeichners Friedrich William Rittberger war als Kaufmann in Limbach tätig. Er war Inhaber der Fa. William Rittberger, in der Stoffhandschuhe hergestellt wurden.
Rittberger war Stadtverordneter von Limbach und Vorsitzender des Kaufmännischen Vereins von Limbach. Von November 1903 bis Juli 1911 war er Vorstandsmitglied des Verbandes Sächsischer Industrieller. In einer Nachwahl wurde er 1901 als Nachfolger des verstorbenen Abgeordneten Eduard Reinhold im 14. städtischen Wahlkreis in die II. Kammer des Sächsischen Landtags gewählt. Dieser gehörte er bis 1905 an.